# Shauna MacDonald

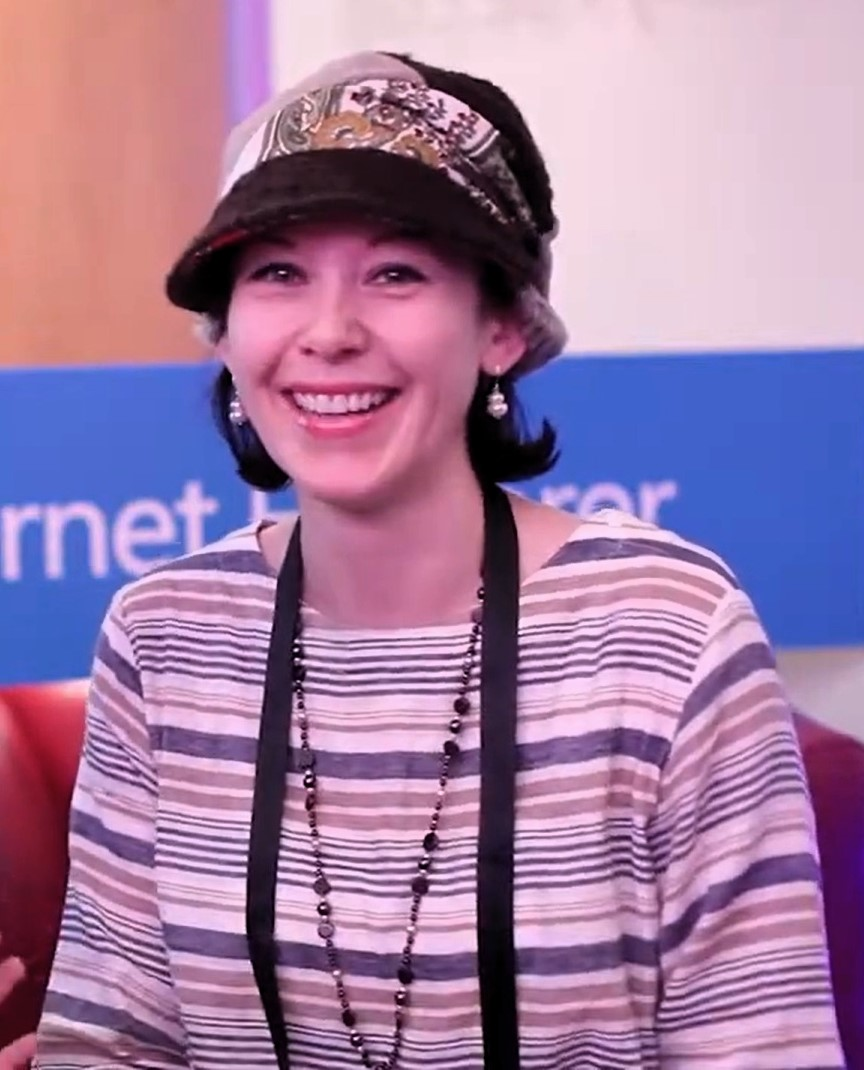
Shauna MacDonald, 2014

Shauna MacDonald (* 6. Oktober 1970 in Antigonish) ist eine kanadische Filmschauspielerin.

## Leben
Shauna MacDonald ist seit den 1990er Jahren als Film und Fernseh-Schauspielerin tätig, bis 2007 war sie Programmsprecherin bei CBC Radio One. In den Horrorfilmen Saw VI und Saw 3D – Vollendung spielte sie „Tara Abbott“.
2013 spielte und schrieb sie zusammen mit Kate Johnston das Lesben-Drama Tru Love, das auf diversen schwul-lesbischen Filmfestivals ausgezeichnet wurde. Eine Filmkritik, die den Film als Ganzes nur mit Einschränkungen lobte, hob die Schauspielleistungen hervor und meinte in Bezug auf MacDonald, sie sei in ihrer Rolle gewinnend und „infinitely watchable“.

## Filmografie (Auswahl)
- 2003–2004: Trailer Park Boys (Fernsehserie, 4 Folgen)
- 2004: Saint Ralph
- 2007: The Mad
- 2007: Frühstück mit Scot (Breakfast with Scot)
- 2008: Production Office
- 2009: Aaron Stone (Fernsehserie, 12 Folgen)
- 2009: Saw VI
- 2009–2011: Majority Rules – Becky regiert die Stadt (Majority Rules, Fernsehserie, 11 Folgen)
- 2010: Saw 3D – Vollendung (Saw 3D)
- 2010: Republic of Doyle – Einsatz für zwei (Republic of Doyle, Fernsehserie, 1 Folge)
- 2012: Murdoch Mysteries (Fernsehserie, 1 Folge)
- 2012, 2014: Degrassi: The Next Generation (Fernsehserie, 3 Folgen)
- 2013: Tru Love
- 2013: Rookie Blue (Fernsehserie, 1 Folge)
- 2013: Saving Hope (Fernsehserie, 1 Folge)
- 2014: Hemlock Grove (Fernsehserie, 9 Folgen)
- 2014: Reign (Fernsehserie, 1 Folge)
- 2014: Remedy (Fernsehserie, 1 Folge)
- 2015: Bitten (Fernsehserie, 1 Folge)
- 2016: Rogue (Fernsehserie, 3 Folgen)
- 2016: 11.22.63 – Der Anschlag (11.22.63, Miniserie, 3 Folgen)
- 2016: Weihnachten auf der Bühne (A Nutcracker Christmas)
- 2017: Ransom (Fernsehserie, 1 Folge)
- 2018–2019: Little Dog (Fernsehserie, 11 Folgen)
- 2019: Polaroid
- 2019: Carter (Fernsehserie, 1 Folge)
- 2020: Spinning Out (Fernsehserie, 3 Folgen)
- seit 2022: Workin’ Moms (Fernsehserie)
- 2024: Longing

## Videospiele
- 2016: World of Warcraft: Legion (Synchronisation)